# Piotr Fiedosiejew

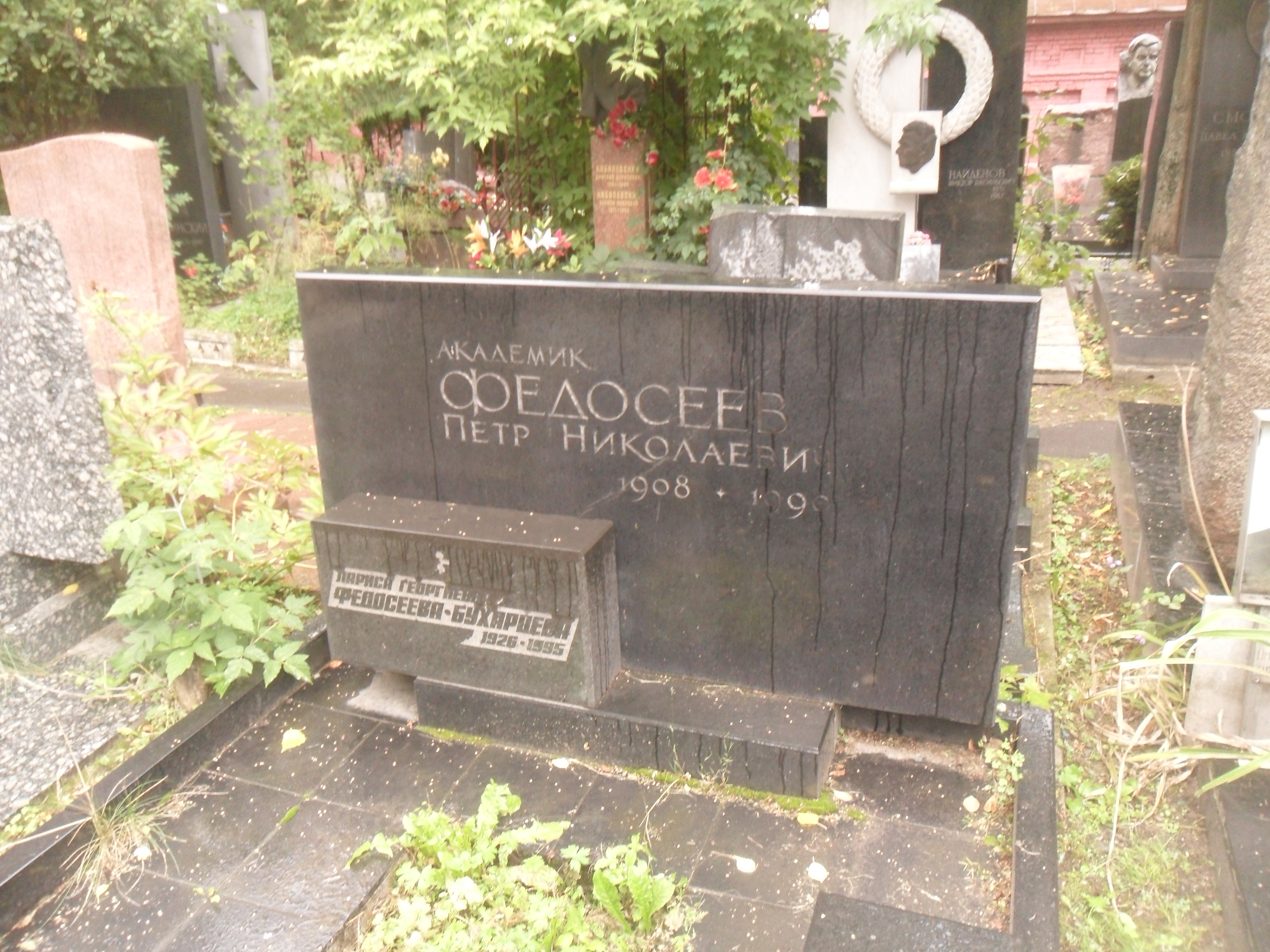
Grób Piotra Fiedosiejewa na Cmentarzu Nowodziewiczym w Moskwie

Piotr Nikołajewicz Fiedosiejew (ros. Пётр Николаевич Федосеев; ur. 22 sierpnia 1908, zm. 18 września 1990) – radziecki filozof, socjolog i działacz społeczny.

## Życiorys
W 1930 roku ukończył studia w Instytucie Pedagogicznym w Gorkim. W 1936 obronił dysertację kandydacką pt. „Kształtowanie się poglądów filozoficznych Engelsa” (ros. Формирование философских взглядов Ф. Энгельса), a w 1940 uzyskał stopień doktora nauk na podstawie rozprawy na temat filozoficznych problemów religioznawstwa. W latach 1953–1955 kierował katedrą materializmu dialektycznego Akademii Nauk Społecznych przy KC KPZR. W latach 1967–1973 pełnił funkcje dyrektora Instytutu Marksizmu-Leninizmu przy KC KPZR. W 1974 r. został członkiem zagranicznym PAN. Był też  członkiem honorowym Węgierskiej Akademii Nauk.
Pochowany na Cmentarzu Nowodziewiczym.

## Publikacje
- Основы научного коммунизма (Podstawy naukowego komunizmu) [Текст] / Акад. обществ. наук при ЦК КПСС. - 2-е изд., [доп. и уточн.]. - Москва : Политиздат, 1967. - 576 с.

Przekłady na język polski
- Piotr Fiedosiejew: Dialektyka epoki współczesnej (Tyt. oryg.: Dialektika sovremennoj epohi). [przekł. z ros. Danuta Boczkowska et. al.]. Warszawa: Książka i Wiedza, 1969. Brak numerów stron w książce 644, [7] s. ; 18 cm.
- Piotr Fiedosiejew: Komunizm i filozofia (Tyt. oryg.: Komunizm i filosofiâ). [przekł.: Danuta Boczkowska]. Warszawa: Książka i Wiedza, 1975. Brak numerów stron w książce 755, [1] s. : err. ; 21 cm.[5]
- Naukowy komunizm. Pod redakcją Piotra Fiedosiejewa, tł. Mirosław Skwiecińskii. Wyd. II. Warszawa: Państwowe Wydawnictwo Naukowe, 1978. Brak numerów stron w książce
- Piotr Nikołajewicz Fiedosiejew: Filozofia a poznanie naukowe (Tyt. oryg.: Filosofija i naučnoe poznanie, 1983). [przeł. z ros. Edward Rutkowski]. Wrocław etc.: Zakład Narodowy im. Ossolińskich, 1989. Brak numerów stron w książce 423, [1] s. ; 21 cm.

## Nagrody i odznaczenia
- Nagroda Leninowska (1983)
- Bohater Pracy Socjalistycznej (1978)
- Trzy Ordery Lenina (1967, 1978)
- Order Czerwonego Sztandaru Pracy (1988)
- Order Suche Batora (1982)